# Çeşme

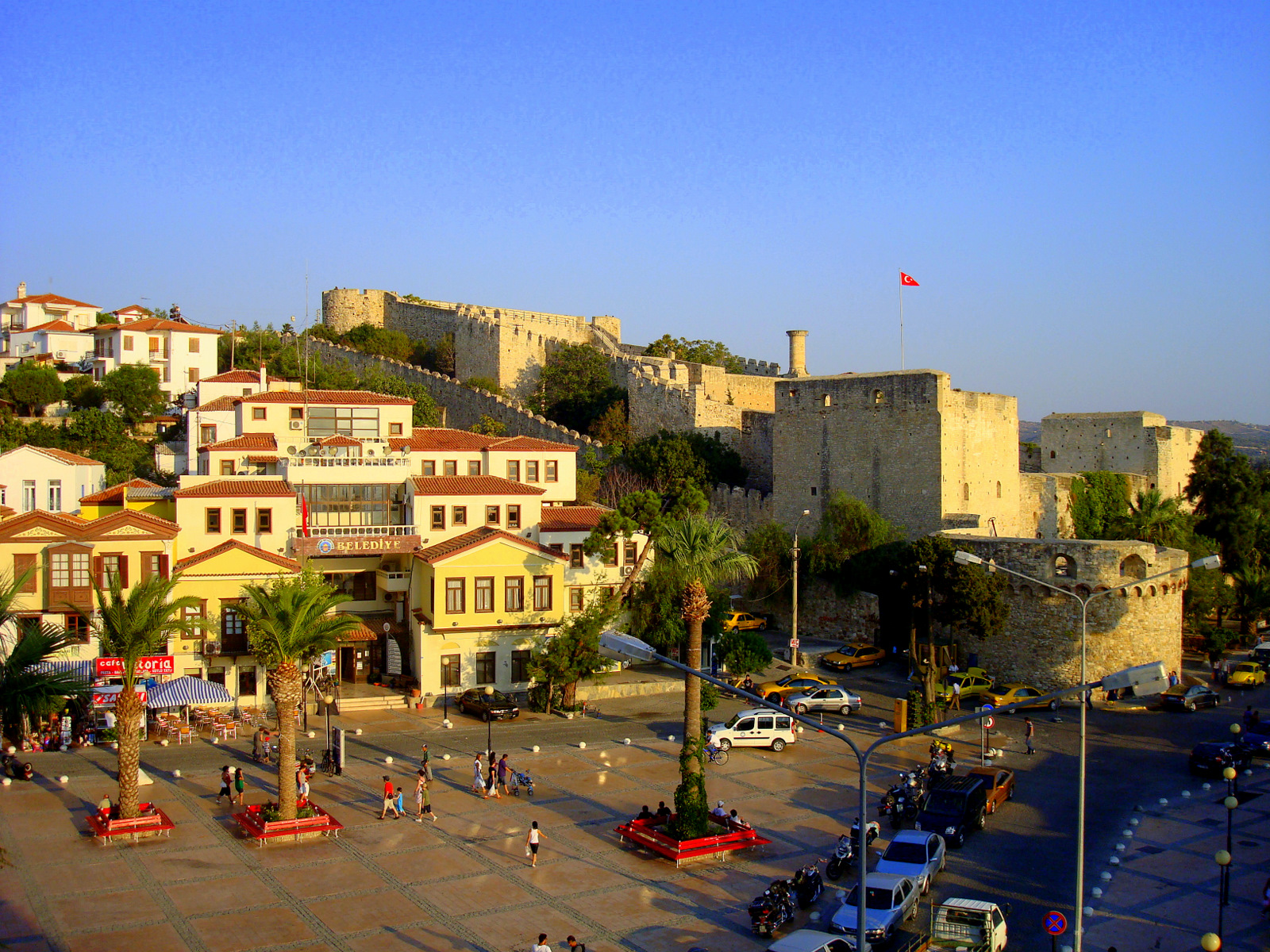
Castelo de Çeşme

Çeşme é uma cidade e distrito do oeste da Turquia, situada na província (em turco: iller) de Esmirna e na região (bölge) do Egeu (Ege Bölgesi). Situa-se perto de Esmirna, a terceira cidade mais populosa da Turquia. O distrito tem 285 km² de área e em dezembro de 2021 tinha 48 167 habitantes (densidade: 169 hab./km²).